# Diecéze charlestonská
Charlestonská diecéze (latinsky Dioecesis Carolopolitana) je latinské církevní území neboli diecéze katolické církve ve státě Jižní Karolína ve Spojených státech amerických. V současnosti se diecéze skládá z 96 farností a 21 misií, jejím sídelním městem je Charleston. Od roku 2023 je charlestonským biskupem Jacques Fabre-Jeune. 
Diecéze Charleston je sedmou nejstarší katolickou diecézí ve Spojených státech. Je sufragánní diecézí arcidiecéze Atlanta.

## Historie

### 1700 až 1820
Před vypuknutím americké války za nezávislost a během ní spadali katolíci ve všech britských koloniích v Americe pod jurisdikci Apoštolského vikariátu londýnského distriktu v Anglii. V roce 1716 však koloniální shromáždění v provincii Jižní Karolína zakázalo katolíkům vstup do kolonie z obavy, že by se mohli spiknout se španělským impériem. Několik francouzských katolických uprchlíků přišlo v roce 1756 poté, co je Britové vyhnali z bývalé francouzské kolonie Akádie. Po přijetí americké ústavy v roce 1789 po americké revoluci byla katolíkům zaručena svoboda vyznání v celém novém státě. 
Papež Pius VI. zřídil v roce 1784 apoštolskou prefekturu Spojených států, která zahrnovala celé území USA. O pět let později tuto prefekturu přeměnil na Baltimorskou diecézi.

### 1820 až 1843

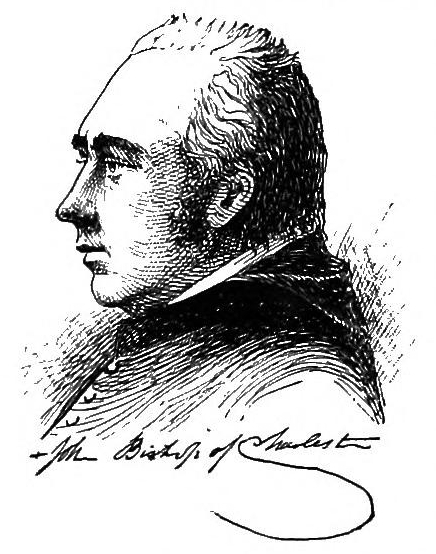
Biskup England

Charlestonskou diecézi ustanovil papež Pius VII. 11. července 1820. Z tehdejší baltimorské arcidiecéze vyňal státy Georgie, Severní Karolína a Jižní Karolína a vytvořil novou diecézi. Pius VII. určil Charleston jako sufragánní diecézi Baltimoru a jejím prvním biskupem jmenoval Johna Englanda z diecéze Cork v Irsku. 
Brzy po svém příjezdu do Charlestonu začal cestovat po své velké diecézi a setkávat se se svými farníky. Jezdil všude, kde slyšel, že jsou katolíci. Jakmile tyto skupiny našel, věnoval se jejich potřebám, jmenoval učitele katechismu a povzbuzoval je ke stavbě kostelů. Během těchto pastoračních návštěv England kázal v sálech, soudních budovách a státních domech. Kázal dokonce i v protestantských kaplích a kostelech na pozvání jejich pastorů. Během prvních let svého působení v diecézi cestoval England do Savannah a Augusty v Georgii a do Columbie v Jižní Karolíně. Hovořil s Afroameričany, Čerokíi, katolíky, kteří uzavřeli manželství s nekatolíky, a s nepraktikujícími katolíky.
V roce 1824 začala diecéze stavět kostel sv. Petra v Columbii. Výstavba železnice v oblasti Midlands v Jižní Karolíně vedla k přílivu irských katolických rodin, což Anglii přimělo k tomu, aby do této oblasti v roce 1821 přidělila kněze.
V Charlestonu kázal každou neděli nejméně dvakrát a při zvláštních příležitostech přednášel.  Protože v diecézi byl nedostatek kněží, založil England v roce 1832 Filozofickou a klasickou kolej a seminář v Charlestonu. Jeho plánem bylo podporovat seminář z příjmů z koleje. Na koleji vyučoval klasické předměty a teologii. V době největšího rozmachu měla kolej 130 studentů. Kolej však vyvolala poplach mezi některými protestantskými duchovními v Charlestonu, kteří varovali veřejnost před tzv. papežskými spiknutími. Tyto útoky nakonec snížily počet studentů koleje na 30. Seminář absolvovalo mnoho významných laiků a kněží. Podle slov kancléře Kenta „biskup England oživil klasickou vzdělanost v Jižní Karolíně“. V roce 1832 England odhadoval počet katolíků v diecézi na přibližně 11 000, z toho 7 500 v Jižní Karolíně, 3 000 v Georgii a 500 v Severní Karolíně.
England sloužil v katedrále každou neděli ranní mši pro Afroameričany a kázal jim při mši a při nešporách. Obvykle měl dvě odpolední kázání; pokud nemohl pronést obě kázání, zrušil kázání pro bohaté a ponechal si to pro chudé. Během epidemií cholery a žluté zimnice v Charlestonu se England připojil ke svým kněžím a řádovým sestrám v péči o nemocné. 
V roce 1834 získala Anglie malou skupinu uršulinek z kláštera v irském Corku, aby přišly do diecéze vyučovat a sloužit. V této době někteří majitelé otroků pozvali Englanda na své plantáže, aby sloužil bohoslužby pro jejich otroky. V roce 1835 napadl protikatolický dav, vyprovokovaný Americkou společností proti otroctví (American Anti-Slavery Society), charlestonskou poštu. Následujícího dne se dav vydal na Englandovu školu pro „barevné děti“. Dav však zastavila skupina irských dobrovolníků vedená Englandem, kteří školu hlídali. Přesto byl brzy poté, když byly v Charlestonu uzavřeny všechny školy pro „svobodné černochy“, England nucen zavřít i tu svou. Mohl však pokračovat ve školách pro rasově smíšené studenty. England zemřel v roce 1842.

### 1843 až 1950
Papež Řehoř XVI. v roce 1843 jmenoval monsignora Ignáce Reynoldse z baltimorské arcidiecéze, aby nahradil Englanda na postu biskupa v Charlestonu. Během svého působení Reynolds přinesl do diecézní správy stabilitu. Prováděl vizitace celé diecéze, která v roce 1846 zahrnovala přibližně 12 000 katolíků. Reynolds smazal diecézní dluh ve výši 14 000 dolarů, který mu zanechal England. V roce 1850 papež Pius IX. zřídil diecézi Savannah a vyňal Georgii a Floridu z diecéze Charleston. V roce 1854 Reynolds vysvětil katedrálu svatého Jana a svatého Finbara v Charlestonu. Reynolds zemřel v roce 1855. 
V roce 1855 jmenoval Pius IX. novým charlestonským biskupem monsignora Patricka Lynche. Požár v prosinci 1861 zničil katedrálu svatého Jana a svatého Finbara, biskupskou rezidenci a diecézní knihovnu. Dělostřelecké bombardování Charlestonu armádou Unie po dobu téměř dvou let během americké občanské války navíc uzavřelo většinu kostelů a ochudilo jejich farnosti.
Vypálení Columbie armádou Unie v roce 1865 zničilo kolej Panny Marie, domov sester a uršulínský klášter. Na konci války v roce 1865 přesáhl diecézní dluh 200 000 dolarů. Lynch začal po celé zemi shánět dary na pokrytí okamžitých potřeb své diecéze a na splacení jejího dluhu. V roce 1868 Pius IX. zřídil apoštolský vikariát Severní Karolíny, čímž stát Severní Karolína vyňal z charlestonské diecéze. Charlestonskou diecézi nyní tvořila Jižní Karolína. Lynch zemřel v roce 1882. 
Papež Lev XIII. jmenoval v roce 1883 monsignora Henryho P. Northropa, který tehdy působil jako apoštolský vikář Severní Karolíny, také biskupem v Charlotte. Northrop se v roce 1888 vzdal funkce apoštolského vikáře a sloužil pouze v Charlestonu. Když Northrop v roce 1916 zemřel, papež Benedikt XV. jmenoval novým charlestonským biskupem monsignora Williama Russella. Po Russellově smrti v roce 1927 jmenoval papež Pius XI. jeho nástupcem reverenda Emmeta M. Walshe z diecéze Savannah. Během svého 22letého působení v Charlestonu Walsh postavil 25 nových kostelů, čtyři nové nemocnice a dva prázdninové tábory pro mládež.

### 1950 až 1989
Poté, co papež Pius XII. v roce 1949 jmenoval Walshe biskupem koadjutorem pro diecézi Youngstown, jmenoval v roce 1950 jeho nástupcem v Charlestonu Johna Russella z baltimorské arcidiecéze. V roce 1958 Pius XII. jmenoval Russella biskupem v Richmondu a novým biskupem v Charlestonu jmenoval monsignora Paula Hallinana. 
Hallinan, uznávaný jako jeden z „předních zastánců sociálního a náboženského liberalismu“ na Jihu, proslul svou osobní angažovaností v hnutí za občanská práva a ve věci rasové rovnosti. V roce 1961 vydal pastýřský list, v němž uvedl: „S rostoucím rasovým napětím musí církev jasně promluvit. Ve spravedlnosti vůči našemu lidu nemůžeme přenechat vedení extremistům, jejichž jediným krédem je strach a nenávist.“ Hallinan však z obavy o bezpečnost afroamerických studentů odkládal plnou rasovou integraci v katolických institucích v diecézi.
„Katolíci tvoří 1,3 % obyvatel našeho státu. Pokud to nedokáže provést plná federální moc, je bláhové si myslet, že to dokážeme my. Riskoval bych to z vysokých morálních zásad, ale bylo by to prázdné vítězství, kdyby to rozvrátilo náš školský systém nebo poškodilo naše děti.“
V roce 1962 papež Jan XXIII. povýšil diecézi Atlanta na arcidiecézi Atlanta. Diecéze Charleston se stala sufragánní diecézí nové arcidiecéze. Papež zároveň jmenoval Hallinana prvním arcibiskupem Atlanty a v Charlestonu ho nahradil monsignorem Francisem Rehem z newyorské arcidiecéze. Papež Pavel VI. jmenoval Reha v roce 1964 rektorem Papežské severoamerické koleje v Římě. Na místo Reha papež jmenoval pomocného biskupa Ernesta Unterkoeflera z richmondské diecéze.
Unterkoefler byl aktivním účastníkem amerického hnutí za občanská práva, spolupracoval s Dr. Martinem Lutherem Kingem Jr. a ukončil rasovou segregaci ve všech katolických institucích v diecézi. Unterkoefler byl také významným zastáncem obnovení stálého diakonátu ve Spojených státech a v roce 1971 vysvětil Josepha Kempera na prvního stálého diakona ve Spojených státech.

### 1989 až současnost
V roce 1989 papež Jan Pavel II. jmenoval Davida B. Thompsona z filadelfské arcidiecéze, aby Unterkoeflerovi pomáhal jako biskup koadjutor. Po 26 letech služby biskupa v Charlestonu Unterkoefler v roce 1990 rezignoval a Thompson ho automaticky nahradil. Thompson odešel do důchodu jako biskup v roce 1999; Jan Pavel II. ho nahradil reverendem Robertem Bakerem z diecéze St. Augustine. Během svého působení ve funkci biskupa Baker vysvětil nové kostely a rozšířil stávající kostely, školy a farní zařízení. V roce 2007 byl Baker papežem Benediktem XVI. jmenován biskupem birminghamské diecéze. 
V roce 2009 Benedikt XVI. jmenoval novým biskupem v Charlestonu Roberta Guglielmoneho z diecéze Rockville Centre. Ten v roce 2020 odešel do důchodu a papež František ho nahradil Jacquesem Fabre-Jeunem z brooklynské diecéze. Fabre-Jeune je současným charlestonským biskupem a prvním Afroameričanem na tomto postu. V roce 2021 se diecéze připojila k dalším katolickým institucím a zažalovala stát Jižní Karolína u federálního soudu. Předmětem sporu bylo ustanovení jihokarolínské ústavy zakazující využívání veřejných prostředků pro soukromé školy. Toto ustanovení bránilo diecézi získat granty z federálního zákona CARES na rok 2020.
Guglielmone v prosinci 2020 stanovil nové omezení používání tradiční latinské mše v diecézi v souladu s motu proprio Traditionis custodes (Strážci tradice), které vydal papež František. Tato omezení zahrnují sloužení mše při biřmování a udílení pomazání nemocných.

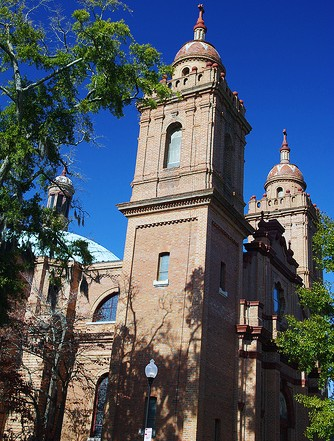
Bazilika Panny Marie ve Wilmingtonu v Severní Karolíně

### Katedrály
Katedrála svatého Jana a svatého Finbara, vysvěcená v roce 1854, byla první vlastní katedrálou diecéze. V roce 1861 ji zničil požár, který zachvátil většinu Charlestonu. Katedrála svatého Jana Křtitele byla postavena na místě katedrály svatého Johana a svatého Finbara. Před vznikem diecéze Raleigh měla charlestonská diecéze prokatedrálu ve Wilmingtonu v Severní Karolíně, která je nyní bazilikou Shire of St Mary. 

### Sexuální zneužívání
Diecézní kněz Frederick J. Hopwood se v roce 1994 přiznal ke spáchání nemravného činu na nezletilé výměnou za imunitu před stíháním za jiné trestné činy sexuálního zneužívání. Brzy se přihlásily další Hopwoodovy oběti.
V roce 2007 biskup Baker urovnal existující žaloby proti arcidiecézi týkající se sexuálního zneužívání a vyplatil celkem 12 milionů dolarů všem obětem s věrohodnými obviněními, které se narodily před rokem 1980. Toto urovnání poskytlo odškodnění několika Hopwoodovým obětem. V roce 2017 byla proti diecézi podána nová žaloba od dalších údajných obětí sexuálního zneužívání. Tito žalobci, kteří se po zneužívání odstěhovali ze státu, diecézi vyčítali, že při uzavírání vyrovnání z roku 2007 neprovedla celostátní pátrání po obětech.
V březnu 2019 diecéze zveřejnila jména 42 diecézních duchovních, kteří byli „věrohodně obviněni“ ze spáchání sexuálního zneužívání. V srpnu 2019 nová zpráva odhalila, že biskup Guglielmone byl v New Yorku žalován za údajné sexuální zneužívání v diecézi Rockville Centre. V lednu 2023 Vatikánem nařízené vyšetřování obvinění proti Guglielmonemu neshledalo jejich opodstatněnost.
Jeffrey Scofield, zaměstnanec Bishop England High School na ostrově Daniel Island, se v červnu 2020 přiznal k jednomu případu voyeurství a byl odsouzen na 18 měsíců podmíněně. Při jedné příležitosti v roce 2019 Scofield použil chytrý telefon, aby přes okno nahrával chlapce převlékající se ve školní šatně. Pornografických snímků si později všiml student, který zařízení používal, a nahlásil to škole.
V listopadu 2020 byl Jacob Ouellette, ředitel služby mládeži ve farnosti Our Lady of the Sea v North Myrtle Beach, zatčen na základě obvinění z trestného činu sexuálního chování, dvou trestných činů navádění nezletilé osoby a prvního stupně sexuálního zneužívání nezletilé osoby na internetu. Ouellette souhlasil se schůzkou s nezletilou osobou za účelem sexu v Mount Pleasant, ale po příjezdu na místo zjistil, že se jedná o policejní zásah. Diecéze uvedla, že Ouellette prošel prověrkou trestní minulosti, než ho zaměstnala. 
Právník z Georgie podal v roce 2021 na arcidiecézi a Bishop England High School hromadnou žalobu ve výši 300 milionů dolarů. Žaloba podaná jménem studentů obviňovala žalované z nedbalosti při původní instalaci oken na dívčích a chlapeckých šatnách, která ponechávala obyvatele školy potenciálně vystavené nebezpečí po dobu 20 let. Škola nahradila okna v šatnách pevnými stěnami.
Reverend Jamie Adolfo Gonzalez-Farias, hostující kněz z Chile, se v srpnu 2023 přiznal k převozu nezletilé osoby s úmyslem zapojit se do trestné činnosti. Gonzalez-Farias převezl jedenáctileté dítě z Jižní Karolíny na Floridu, kde se dítěte nevhodně dotýkal. Diecéze byla o trestném činu informována v prosinci 2020 a okamžitě uvědomila policii. V té době se Gonzalez-Farias vrátil do Chile.

## Biskupové

### Biskupové Charlestonu
1. John England (1820–1842)
 – William Clancy (biskup koadjutor 1834–1837; před nástupnictvím jmenován apoštolským vikářem v Britské Guyaně)
2. Ignatius A. Reynolds (1843–1855)
3. Patrick N. Lynch (1857–1882)
4. Henry P. Northrop (1883–1916)
5. William Thomas Russell (1916–1927)
6. Emmet M. Walsh (1927–1949), jmenován biskupem koadjutorem v Youngstownu a následně nastoupil na tento stolec
7. John J. Russell (1950–1958), jmenován biskupem richmondským
8. Paul John Hallinan (1958–1962), jmenován arcibiskupem Atlanty
9. Francis Frederick Reh (1962–1964), jmenován rektorem Papežské severoamerické koleje v Římě a později biskupem Saginaw
10. Ernest Leo Unterkoefler (1964–1990)
11. David B. Thompson (1990-1999; biskup koadjutor 1989–1990)
12. Robert J. Baker (1999-2007), jmenován biskupem Birminghamu
13. Robert E. Guglielmone (2009–2022)
14. Jacques E. Fabre, (2022 – současnost)[3]

### Další diecézní kněží, kteří se stali biskupy
- John Barry, jmenován biskupem v Savannah v roce 1857
- Joseph Bernardin, v roce 1966 jmenován pomocným biskupem v Atlantě, v roce 1972 arcibiskupem v Cincinnati a v roce 1982 arcibiskupem v Chicagu; v roce 1983 se stal kardinálem
- John James Joseph Monaghan, v roce 1897 jmenován biskupem ve Wilmingtonu
- John Moore, jmenován biskupem v Saint Augustine v roce 1877
- (Emeritní opat Edmund F. McCaffrey byl v této diecézi inkardinován v roce 1993.)

## Útvary

### Časopis
Oficiálním časopisem diecéze je The Catholic Miscellany, nástupce U.S. Catholic Miscellany, prvních katolických novin ve Spojených státech. 

### Péče pro povolání
- Drexel House – katolická rezidence pro skupiny mládeže v Charlestonu
- Vikáři pro povolání:

1. Harris: 2004–2010; dočasný vikář pro povolání, 2020–2021
2. Jeffrey Kirby: 2010–2015
3. Mark Good: 2015–2019
4. S. Matthew Gray: 2019–2021
5. Rhett Williams: 2021 – současnost

## Vzdělávání
Sekretář pro školství: William Ryan 

### Diecézní střední školy
- Bishop England High School – Charleston
- Cardinal Newman School – Columbia
- Katolická škola svatého Jana Pavla II (St. John Paul II Catholic School) – Okatie (Beaufort a Jasper) okresy)[32]

### Soukromé střední školy
- Katolická střední škola svaté Anny (St. Anne Catholic High School) – Rock Hill
- Katolická střední škola svaté Alžběty Anny Setonové (St. Elizabeth Ann Seton Catholic High School) – Myrtle Beach, Jižní Karolína
- Katolická škola svatého Josefa – Greenville[32]

### Farní základní školy
- Škola Nejsvětější svátosti (Blessed Sacrament School) – Charleston
- Charleston Catholic School – Charleston
- Christ Our King-Stella Maris School – Mount Pleasant
- Katolická škola Božského Vykupitele (Divine Redeemer Catholic School) – Hanahan
- Katolická škola Nejsvětější Trojice (Holy Trinity Catholic School) – North Myrtle Beach
- John Paul II – Ridgeland
- Nativity School – Charleston
- Katolická škola Panny Marie Míru (Our Lady of Peace Catholic School) – North Augusta
- Katolická škola Panny Marie Růžencové (Our Lady of the Rosary Catholic School) – Greenville
- Katolická škola Prince of Peace (Prince of Peace Catholic School) – Taylors
- St. Andrews – Myrtle Beach
- Katolická škola svaté Anny (St. Anne Catholic School) – Rock Hill
- Katolická škola svatého Antonína (St. Anthony Catholic School) – Florence
- Katolická škola svatého Antonína Paduánského (St. Anthony of Padua Catholic School) – Greenville
- St. Elizabeth Anne Seaton – Myrtle Beach
- Katolická škola svatého Františka (St. Francis Catholic School) – Hilton Head
- Katolická škola svatého Řehoře (St. Gregory Catholic School) – Bluffton
- Katolická škola svatého Jana (St. John's Catholic School) – North Charleston
- Katolická škola svatého Jana Neumanna (St. John Neumann Catholic School) - Columbia
- Katolická škola svatého Josefa (St. Joseph Catholic School) – Columbia
- Katolická škola svatého Josefa (St. Joseph Catholic School)  - Anderson
- Katolická škola svatého Martina de Porres (St. Martin de Porres Catholic School) – Columbia
- Katolická škola Panny Marie (St. Mary's Catholic School) – Greenville
- Katolická škola svaté Marie Pomocnice křesťanů (St. Mary Help of Christians Catholic School) – Aiken
- Svatý Michael (St. Michael) – Murrell's Inlet
- Katolická škola svatého Michaela (St. Michael's Catholic School) – Garden City
- Katolická škola svatého Pavla apoštola (St. Paul the Apostle Catholic School) – Spartanburg
- Katolická škola sv. Petra (St. Peter's Catholic School) – Columbia
- Katolická škola svatého Petra (St. Peter Catholic School) – Beaufort
- Summerville Catholic School – Summerville[32]